# Баймурынов, Атантай
Атантай Баймурынов (1906, аул № 9, Каркаралинский уезд, Семипалатинская область, Степное генерал-губернаторство, Российская империя — 1970, Карагандинская область, Казахская ССР) — заведующий молочной фермой совхоза «Совет» Каркаралинского района Карагандинской области, Казахская ССР. Герой Социалистического Труда (1949).

## Биография
Родился в 1906 году в крестьянской семье в ауле № 9 Каркаралинского уезда.
После окончания местной начальной школы трудился шахтёром на угольном руднике в посёлке Каракамер. Во время коллективизации вступил в колхоз родного аула. Трудился пастухом. С 1935 года — бригадир, заведующий животноводческой фермой в сельскохозяйственной артели «Совет», которая позднее была реорганизована в одноимённый колхоз Каркаралинского района.
В первые послевоенные годы труженики возглавляемой им фермы показали высокие результаты в животноводстве, сдавая в эти годы на мясокомбинат бычков весом 400—500 килограммов. Среднесуточный привес составил более 1000 граммов. На начало 1948 года ферма содержала 228 голов крупного рогатого скота. Среднесуточный привес в этом году на каждую голову составил 1090 грамм. Указом Президиума Верховного Совета СССР от 12 июля 1949 года удостоен звания Героя Социалистического Труда за «получение высокой продуктивности животноводства в 1948 году» с вручением ордена Ленина и золотой медали «Серп и Молот» (№ 4155).
После реорганизации колхоза «Орнек» Каркаралинского района в совхоз имени Фрунзе заведовал фермой до выхода на пенсию в 1957 году.
Проживал в Карагандинской области.
Умер в 1970 году.